# Bisdom Quy Nhơn

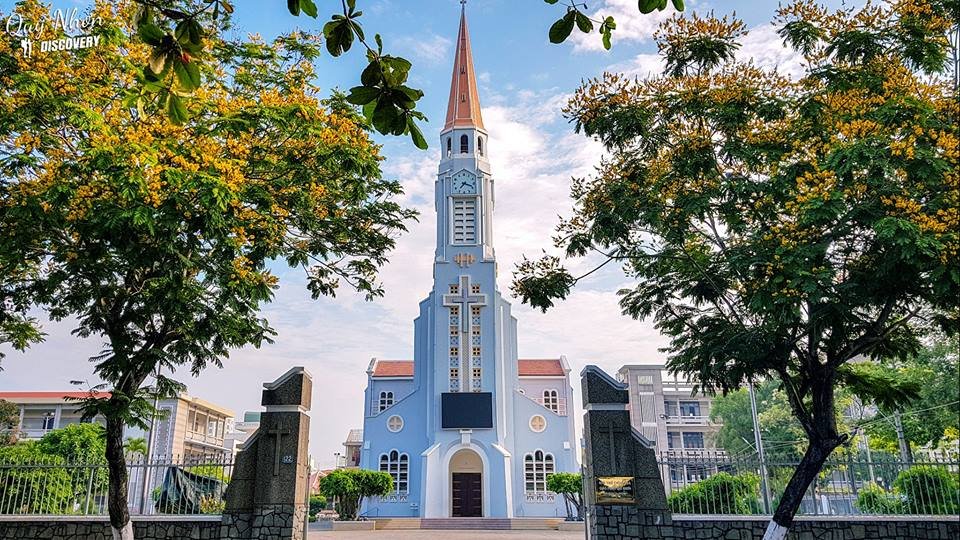
Kathedraal van Quy Nhơn

Het bisdom Quy Nhơn (Latijn: Dioecesis Quinhonensis) is een rooms-katholiek bisdom in Vietnam met als zetel Quy Nhơn. Het bisdom werd opgericht in 1960 en is suffragaan aan het aartsbisdom Huế.
Het bisdom heeft een oppervlakte van 16.194 km² en omvat de provincies Bình Định, Phú Yên en Quảng Ngãi. Het is onderverdeeld in 57 parochies. In 2020 telde het bisdom ongeveer 76.000 katholieken op een totale bevolking van 3.771.790 (2% van de bevolking). 

## Geschiedenis
De eerste missionarissen in het gebied waren jezuïeten in Nuoc Man in 1618. In 1634 zouden zij al 12.000 Vietnamezen gedoopt hebben. Later kwamen er ook franciscanen. Zuidelijk Vietnam werd in 1659 een missiegebied van het Genootschap van Buitenlandse Missies van Parijs toen het apostolisch vicariaat Cochin-China werd opgericht. In 1844 werd dit gesplitst in West- en Oost-Cochin-China. Er vonden regelmatig christenvervolgingen plaats. Bisschop Cuenot stierf in gevangenschap in 1861 tijdens de Frans-Spaanse veldtocht in Cochin-China; catechist Andreas van Phú Yên (1624 -1644) en leek André Nguyễn Kim Thông (1790-1855) stierven als martelaars. 
In 1865 telde het vicariaat vier missionarissen, 22 inlandse priesters, 22 seminaristen, 8 kloosters met 300 religieuzen en ongeveer 26.000 katholieken. In 1878, onder Frans koloniaal bestuur, waren dit 18 missionarissen, 21 inlandse priesters, 95 catechisten, 80 seminaristen, 10 kloosters met 400 religieuzen en ongeveer 36.800 katholieken. In 1924 werd het apostolisch vicariaat Oost-Cochin-China hernoemd naar Quy Nhơn en in 1960 werd dit een bisdom. Tijdens de Vietnamoorlog werden veel kerken en andere gebouwen van het bisdom vernield en veel katholieken gingen op de vlucht. In 1975 verlieten de missionarissen van het Genootschap van Buitenlandse Missies van Parijs het bisdom. Onder het communistisch bewind werden verschillende kerken, scholen en gezondheidscentra van het bisdom in beslag genomen. 

## Bisschoppen
- Pierre Lambert de la Motte, M.E.P. (1658-1669)
- Guillaume Mahot, M.E.P. (1680-1684)
- François Perez (1687-1728)
- Alexandre de Alexandris, B. (1728-1738)
- Arnaud-François Lefèbvre, M.E.P. (1741-1760)
- Guillaume Piguel, M.E.P. (1762-1771)
- Pierre Pigneau de Béhaine, M.E.P. (1771-1799)
- Jean Labartette, M.E.P. (1799-1823)
- Jean-Louis Taberd, M.E.P. (1827-1840)
- Étienne-Théodore Cuenot, M.E.P. (1840-1861)
- Eugène Charbonnier, M.E.P. (1864-1878)
- Louis-Marie Galibert, M.E.P. (1879-1883)
- Désiré-François-Xavier Van Camelbeke, M.E.P. (1884-1901)
- Damien Grangeon, M.E.P. (1902-1929)
- Augustin-Marie Tardieu, M.E.P. (1929-1942)
- Paul Raymond-Marie-Marcel Piquet, M.E.P. (1943-1957)
- Pierre Marie Phạm Ngọc Chi (1960-1963)
- Dominique Hoàng Van Ðoàn, O.P. (1963-1974)
- Paul Huỳnh Ðông Các (1974-1999)
- Phêrô Nguyễn Soạn (1999-2012)
- Matthieu Nguyễn Văn Khôi (2012-)

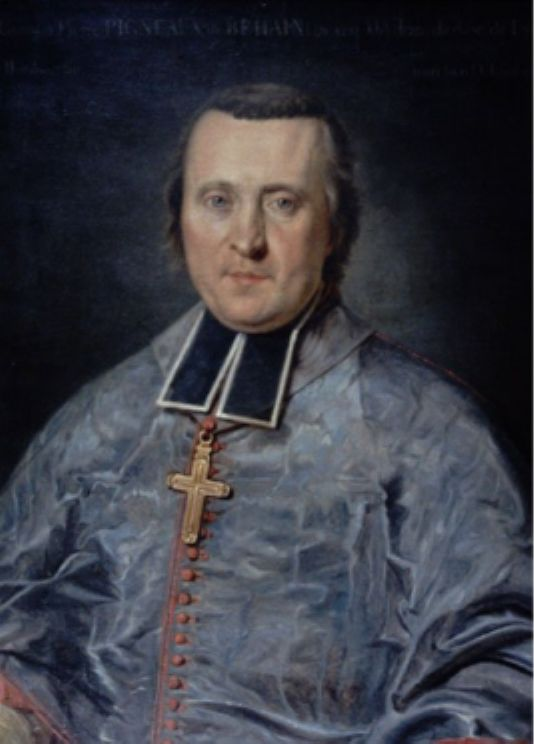
Pierre Pigneau de Béhaine, M.E.P.
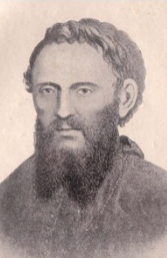
Étienne-Théodore Cuenot, M.E.P.
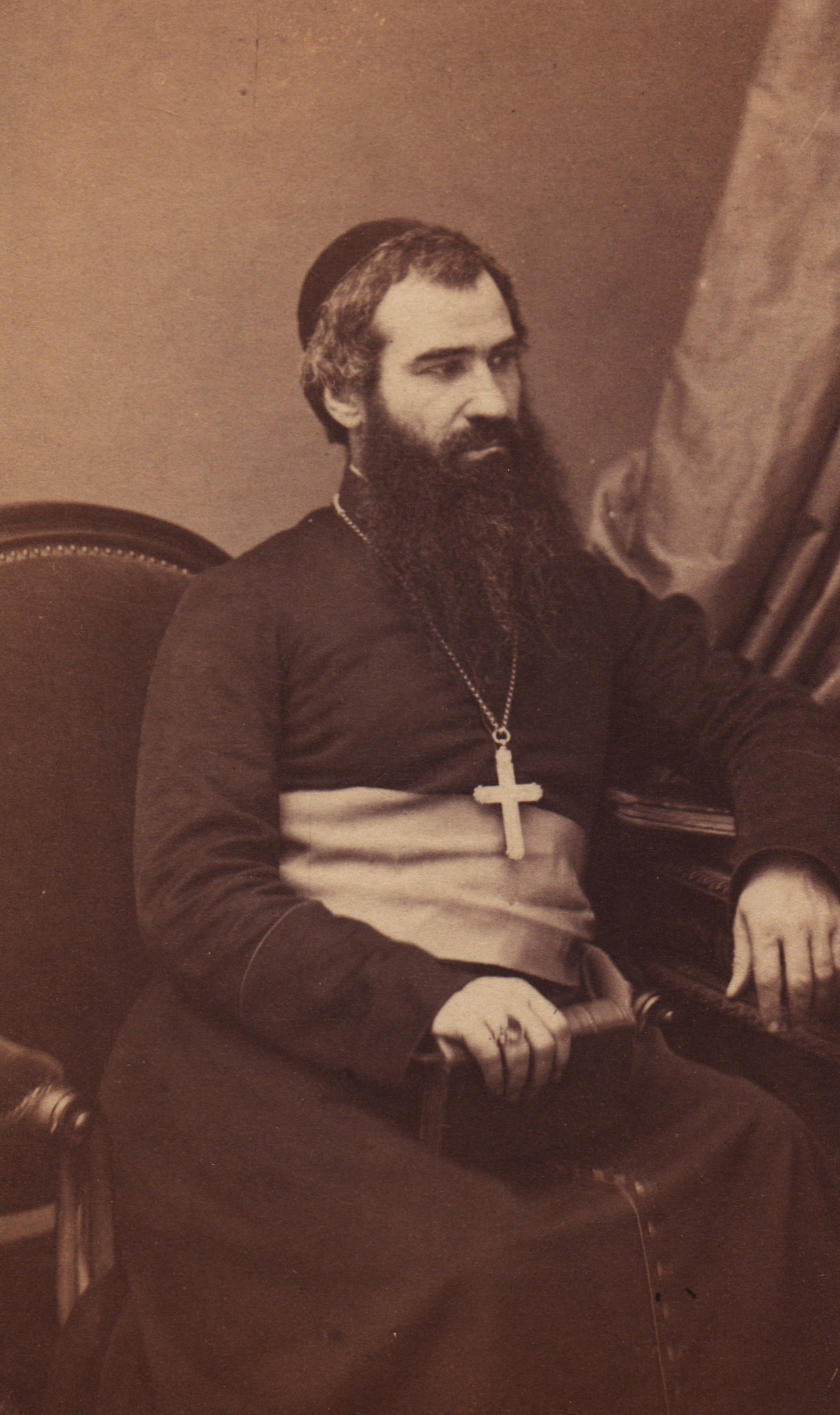
Eugène Charbonnier, M.E.P.
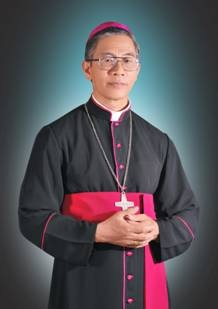
Matthieu Nguyễn Văn Khôi